# Кириченко Ніна Олександрівна
Ніна Олександрівна Кириче́нко (20 січня 1930, Веселе — 6 січня 2019, Нікополь) — українська учителька української мови та літератури. Герой Соціалістичної Праці.

## Життєпис
Народилася 20 січня 1930 року в селі Веселому (нині Синельниківський район Дніпропетровської області, Україна). Її батько, Олександр Тихонович, був теслею. Під час німецько-радянської війни, протягом 1941—1943 років, мешкала у рідному селі на окупованій території. 1946 року закінчила Веселівську семирічну школу і поступила до Дніпродзержинського педагогічного училища, яке закінчила 1950 року. Після здобуття педагогічної освіти працювала вчителем української мови та літератури у Нікопольській школі № 19. У 1954 році закінчила філологічний факультет Нікопольського учительського інституту, у 1959 році — філологічний факультет Кіровоградського педагогічного інституту.
З 1975 року — вчитель Нікопольської середньої школи № 9. Пізніше обіймала посаду заступника директора школи. 1997 року вийшла на пенсію, але продовжила працювати вчителем.
За час трудової діяльності: у 1981 році обиралася делегатом XXVI з'їзду КПРС; у 1959—1965 роках — депутатом Нікопольської міської Ради депутатів трудящих; у 1978—1985 роках — членом Нікопольського міськкому Компартії України; у 1979—1987 роках була кандидатом у члени Дніпропетровського обкому Компартії України. 1978 року була делегатом Всесоюзного з'їзду вчителів. Протягом низки років була радником міського голови з питань освіти.
Померла в Нікополі 6 січня 2019 року.

## Відзнаки
Указом Президії Верховної Ради СРСР від 27 червня 1978 року за великі заслуги в справі навчання і комуністичного виховання учнів Кириченко Ніні Олександрівні надано звання Героя Соціалістичної Праці з врученням ордена Леніна (№ 430055) і золотої медалі «Серп і Молот» (№ 19085).
Крім того, нагороджена орденом Трудового Червоного Прапора (20 липня 1971), медалями, знаком «Відмінник народної освіти Української РСР» (1978). Почесний громадянин Нікополя з 2012 року,